# Oriana Fallaci
Oriana Fallaci (29. června 1929 Florencie, Itálie – 15. září 2006 Florencie) byla italská novinářka, spisovatelka a v posledních letech života také kritička islámu. Včetně překladů dosáhl prodej jejích knih dvaceti milionů výtisků.

## Život
Pocházela z Florencie (Toskánsko), kde se narodila i zemřela. Ve Florencii také vystudovala univerzitu a stala se redaktorkou. Po čase jí ale práce v redakci začala být málo náročná a jako první žena v Itálii se stala válečnou korespondentkou.
Od té doby (asi 1967) vystřídala řadu válečných front. dostala se například do Vietnamu, Saúdské Arábie, Libye, Jordánska, Kuvajtu, Libanonu, Pákistánu, Indie, Bangladéše či Íránu. Po roce 1991 žila v New Yorku.

## Dílo
Fallaci byla velmi úspěšnou novinářkou, vynikala především jako autorka rozhovorů. S respondentem vždy jednala jako rovná s rovným. V jednom z nejznámějších rozhovorů, kdy jako jediná žena-novinářka dostala ještě před íránskou revolucí v roce 1979 k šíitskému vůdci Íránu ajatolláhu Chomejnímu se nejdřív přizpůsobila tamním zvyklostem a na audienci si vzala čádor. Neslevila ze svých zásad a kladla velmi ostré otázky a podráždila ho otázkami o právech žen natolik, že Chomejní vykřikl: "Pokud se vám nelíbí islámské oblečení, nejste povinna dodržovat. Čádor je pouze pro mladé a vážené ženy." Fallaciová si poté strhla čádor z hlavy se slovy: "Hned teď si tenhle hloupý středověký hadr sundám."
Mezi jinými napsala rozhovor i s Dalajlámou, Henrym Kissingerem, Zulfikárem Alí Bhuttem, Muammarem al-Kaddáfím, Federicem Fellinim, Sammym Davisem ml., Jásirem Arafatem, Haile Selassiem a Lechem Wałęsou.
Přispívala například do novin Corriere della Sera (jeden z nejvýznamnějších italských deníků, publikovaný v Miláně), kde uveřejňovala své reakce na velké teroristické útoky.
Zejména po útocích z 11. září 2001 považovala jakýkoli dialog s islámskými zeměmi za nemožný, což se snažila doložit i vlastní zkušeností.
Jedno z jejích prohlášení o islámu vzbudilo vlnu nesouhlasu a musela kvůli němu k soudu. Byla ateistkou v převážně katolické Itálii a kritizovala Vatikán. Zároveň chovala ve vysoké úctě Benedikta XVI. a jeho knihy. Ten ji 27. srpna 2005 osobně přijal v rezidenci Castel Gandolfo. V knize Síla rozumu (La forza della ragione) se vyznala z obdivu k němu a nazvala se "křesťanskou ateistkou" ("atea-cristiana").
Byla také autorkou románů: první z nich se jmenoval Penelopa ve válce a vyšel v roce 1962.
Naprostá většina jejích knih dosud nebyla přeložena do češtiny.
Její životopiskyně Cristina De Stefano, která má jako jediná exkluzivní přístup ke kompletní písemné pozůstalosti Oriany Fallaci, upozorňuje, že poslední trilogie bývalé novinářce málem zničila kariéru. Z respektované levicové intelektuálky se stala islamofobní ikonou krajní pravice. Byla svědkem postavení žen v islámu velmi brzy, v 60. letech, když cestovala po světě kvůli své knize Zbytečné pohlaví. V ní napsala, že islámské země jsou pro ženy vězením.
Oriana Fallaci dlouhodobě kritizovala některé projevy feminismu, ale sama jako feministka žila. V rozhovoru pro The Atlantic. v prosinci 2017 říká Cristina De Stefano: "Oriana ze mě udělala feministku. Narodila jsem se v roce 1967 a byla jsem přesvědčená, že feministky jsou staré a vyšly z módy. Při psaní o jejím životě jsem si uvědomila, jak moc musely ženy přede mnou bojovat, aby mohly pracovat a žít jako muži, aby byly přijaty a uznávány. A díky svým spisům mě přesvědčila, že práva, kterých ženy dosáhly v minulosti, jim mohou být odebrána - takže musíme být stále ostražité. Teď jsem jiný člověk."